# University of Montana Western
Ne doit pas être confondu avec Université d'État du Montana ou Université du Montana.
La University of Montana Western, anciennement Western Montana State College, est une université publique située à Dillon dans le Montana. Elle fait partie du Montana University System.

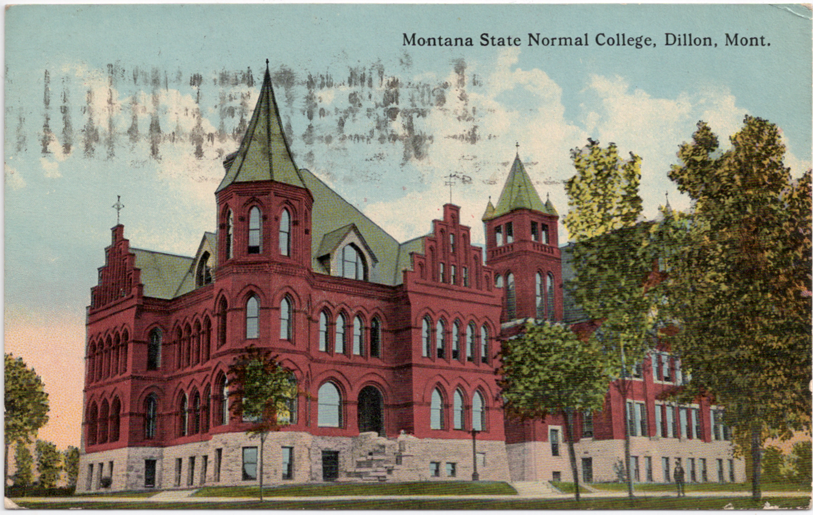
Western Montana State College, vers 1914.